# Dmitrij Ławrinienko
Dmitrij Fiodorowicz Ławrinienko (ros. Дмитрий Фёдорович Лавриненко; ur. 27 września?/10 października 1914 w stanicy Biesstrasznaja, zm. 18 grudnia 1941 pod Goriunami) – najskuteczniejszy radziecki czołgista w historii, uczestnik II wojny światowej, pośmiertnie uhonorowany tytułem Bohatera Związku Radzieckiego.

## Życiorys

### Dzieciństwo i młodość
Urodził się 10 października 1914 w stanicy Biesstrasznaja (Бесстрашная, tłum. pol. Nieustraszona), należącej do Kubańskiego Wojska Kozackiego (obecnie Kraju Krasnodarskim) w rodzinie chłopskiej. Jego ojciec zginął w czasie rosyjskiej wojny domowej walcząc w komunistycznej partyzantce. W 1931 roku ukończył szkołę chłopską w stanicy Wozniesienskaja, a później kurs dla nauczycieli wiejskich w mieście Armawir. W latach 1931–1933 pracował jako nauczyciel w szkole w сhutorze Sładkij w rejonie armawirskim, jako statystyk urzędu sowchozu (państwowej farmy rolnej) w latach 1933–1934, a następnie jako kasjer w kasie oszczędnościowej we wsi Nowokubinskoje (Новокубинское).

### Kariera wojskowa i II wojna światowa
W 1934 roku jako ochotnik wstąpił do wojska i początkowo został przydzielony do kawalerii. Rok później rozpoczął naukę na Uljanowskiej Akademii Pancernej, którą ukończył w maju 1938. Jako dowódca czołgu wziął udział w radzieckiej inwazji na Polskę we wrześniu 1939 oraz w aneksji Besarabii w 1940.
Jako dowódca nowego radzieckiego czołgu T-34-76 w czasie dwóch i pół miesiąca walk na przedpolu Moskwy jesienią 1941 w 18 bitwach zniszczył 52 niemieckie czołgi i działa samobieżne. Swoją ostatnią bitwę Ławrinienko stoczył 18 grudnia 1941 na obrzeżach Wołokołamska, w pobliżu wsi Goriuny. W czasie ataku na niemieckie pozycje zniszczył ostatni, 52. czołg. Niedługo po walce został zabity przez odłamek pocisku moździerzowego. Został pochowany bezpośrednio na polu bitwy, w pobliżu szosy Moskwa-Wołokołamsk między miejscowościami Pokrowskoje i Goriuny. Później jego ciało zostało przeniesione i pochowane w masowym grobie w wiosce Dieńkowo koło Wołokołamska.

## Odznaczenia
- Order Lenina – dwukrotnie: 5 grudnia 1941 po zniszczeniu 47 czołgu, oraz 5 maja 1990 roku (pośmiertnie).
- „Złota Gwiazda” Bohatera Związku Radzieckiego – nadana pośmiertnie 5 maja 1990 dekretem specjalnym przez Prezydenta ZSRR Michaiła Gorbaczowa (odznaczenie nr 11615)[2].